# Ян Шеда
Ян Шеда (чеськ. Jan Šeda, нар. 17 грудня 1985, Високе Мито) — чеський футболіст, воротар клубу «Млада Болеслав». Дворазовий володар Кубка Чехії.

## Ігрова кар'єра
Ян Шеда народився 1985 року в місті Високе Мито, та є вихованцем футбольної школи клубу «Пардубиці». У професійному футболі дебютував 2005 року виступами за команду «Млада Болеслав», в якій у сезоні 2010—2011 років став володарем Кубка Чехії. У 2013 році керівництво клубу віддало Шеду в оренду до нідерландського клубу «Валвейк», а в 2014 році продало до клубу Індійської Суперліги «Гоа», де чеський воротар став одним із кращих гравців ліги. У 2015 році Шеда повернувся до клубу «Млада Болеслав», у якому в сезоні 2015—2016 років удруге став володарем Кубка Чехії. У 2017 році воротаря на короткий строк орендував інший чеський клуб «Тепліце», але вже у 2018 році, не зігравши жодного матчу в чемпіонаті, Шеда повернувся до клубу «Млада Болеслав».

## Титули і досягнення
- Володар Кубка Чехії (2):

«Млада Болеслав»: 2010–2011, 2015–2016